# دوري غويانا لكرة القدم 2012–13
دوري غويانا لكرة القدم 2012–13 هو الموسم 13 من دوري غويانا لكرة القدم ‏. كان عدد الأندية المشاركة فيه 10، وفاز فيه Alpha United FC ‏.